# Torben Grael
Torben Schmidt Grael, född 22 juli 1960 i São Paulo, Brasilien, är en brasiliansk seglare. 

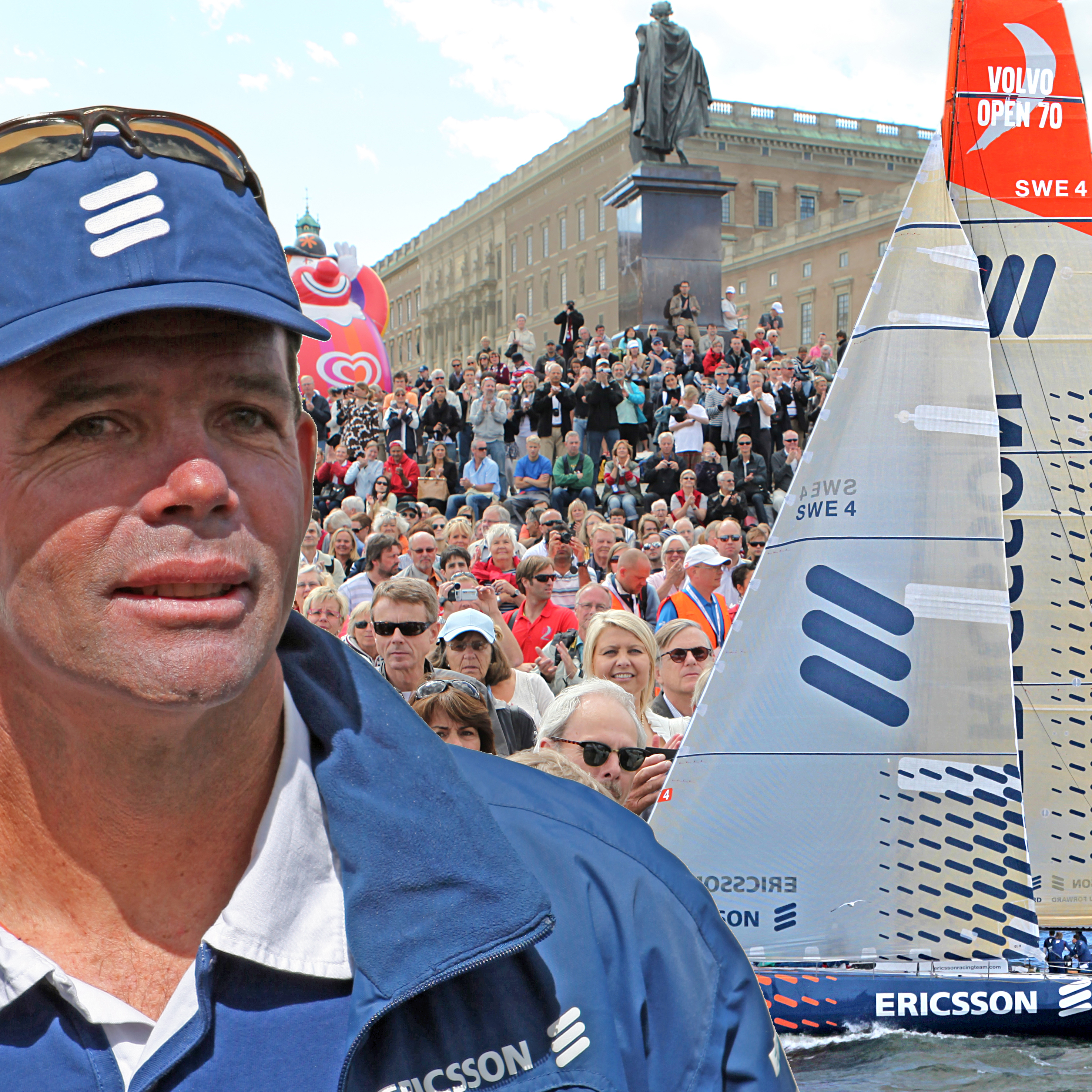
Torben Grael, Skipper på Ericsson 4 och vinnare av Volvo Ocean Race 2009

## Karriär
Torben Grael har danskt påbrå. Han har fått smeknamnet Turbine för sin skicklighet att segla. Efter att ha flyttat till Niterói i Rio de Janeiro började han segla med sin bror Lars Grael i Guanabarabukten. Han har tagit fem olympiska medaljer, fyra av dem i starbåt.
Han är den brasilianare som har flest OS-medaljer, och han har flest OS-medaljer av alla seglare. Dock har Graels förebild Paul Elvstrøm flest guldmedaljer (fyra, som han vann i fyra OS i följd från 1948 till 1960). Han placeras av många på första plats, i bland annat Sydamerika och brasilianska mästerskap i flera kategorier. Hans gast har vanligtvis varit Marcelo Ferreira. Grael har på senare år gjort sig känd som en skicklig havskappseglare. I 2005-2006 Volvo Ocean Race var han skeppare på Brasil 1, det första helt brasilianska laget som deltagit i tävlingen. De kom då på tredje plats. Han kom att vinna nästa Ocean Race, men den här gången som skeppare på den svenska båten Ericsson 4.
Han har seglat i flera av America's Cup-tävlingarna, inklusive 2007 års upplaga som taktiker ombord på Luna Rossa Challenge.

## Resultat

### Internationellt
| År   | Evenemang                    | Plats                   | Klass     | Resultat |
| ---- | ---------------------------- | ----------------------- | --------- | -------- |
| 1978 | Världsmästerskapen           | San Diego, USA          | Snipe Jr. | 1:a      |
| 1981 | Nordamerikanska mästerskapen | Sarnia, Kanada          | Soling    | 1:a      |
| 1983 | Panamerikanska spelen        | Caracas, Venezuela      | Soling    | 1:a      |
| 1983 | Världsmästerskapen           | Porto, Portugal         | Snipe     | 1:a      |
| 1984 | Olympiska spelen             | Los Angeles, USA        | Soling    | 2:a      |
| 1985 | Världsmästerskapen           | Sarnia, Kanada          | Soling    | 2:a      |
| 1987 | Panamerikanska spelen        | Indianapolis, USA       | Soling    | 3:a      |
| 1987 | Världsmästerskapen           | La Rochelle, Frankrike  | Snipe     | 1:a      |
| 1988 | Olympiska spelen             | Seoul, Sydkorea         | Starbåt   | 3:a      |
| 1989 | Europeiska mästerskapen      | Travemünde, Tyskland    | Starbåt   | 1:a      |
| 1989 | Världsmästerskapen           | Karatsu, Japan          | Snipe     | 2:a      |
| 1990 | Världsmästerskapen           | Cleveland, USA          | Starbåt   | 1:a      |
| 1990 | Europeiska mästerskapen      | Balaton, Ungern         | Starbåt   | 1:a      |
| 1991 | Världsmästerskapen           | Cannes, Frankrike       | Starbåt   | 2:a      |
| 1991 | Världsmästerskapen           | Newport, Storbritannien | One Ton   | 2:a      |
| 1991 | Världsmästerskapen           | Porto Carras, Grekland  | Ton       | 3:a      |
| 1991 | Europeiska mästerskapen      | Palermo, Italien        | Starbåt   | 1:a      |

Källa